# Guillermo Cavendish, duque de Devonshire
Guillermo Cavendish, Duque de Devonshire (14 de diciembre de 1748-Londres, 29 de julio de 1811), fue un aristócrata y político británico. Fue el hijo mayor de Guillermo Cavendish, cuarto duque de Devonshire y de su esposa Lady Carlota Boyle, quien trajo dinero y fincas considerables a la familia Cavendish. 
Fue invitado a unirse al Consejo de Ministros, en tres ocasiones, pero se negó en cada oferta. A la edad de veinte años, Devonshire recorrió Italia, con Guillermo Fitzherbert, donde encargó un par de retratos por Pompeo Batoni.

## Familia y herencia
Se casó dos veces: en primer lugar, con Lady Georgiana Cavendish (1757-1806), en segundo lugar, con Lady Isabel Foster, nacida Hervey (1759-1824), la hija del cuarto conde de Bristol, quien había sido su amante y mejor amiga y confidente de su primera esposa desde hacía más de veinte años.

### Primer matrimonio
De su primera esposa, tuvo un hijo (que le sucedió, y murió soltero en 1858), y dos hijas: Lady Georgiana Cavendish, más tarde condesa de Carlisle (esposa de George Howard, sexto conde de Carlisle), y Lady Enriqueta Cavendish, más adelante Condesa de Granville. Ambas hijas dejaron descendientes. Con su primera esposa tuvo:
- Georgiana (1783–1858), apodada "Pequeña G", quien se casó con George Howard, conde de Carlisle. Tuvo descendencia.

- Enriqueta (1785–1862), apodada "Harryo", quien se casó con Granville Leveson-Gower, conde de Granville. Tuvo descendencia.

- Guillermo (1790–1858), duque de Devonshire, apodado "Hart". Falleció sin casarse y sin hijos.

### Segundo matrimonio
Por su segunda esposa, Lady Elizabeth Foster, no tenía descendencia legítima, pero la pareja tuvo dos hijos ilegítimos nacidos antes de su matrimonio. Un hijo, Augusto, al que se le dio el apellido Clifford y se convirtió en Sir Augusto Clifford y llegó a ser almirante de la Marina Real; sus descendientes finalmente se extinguieron en la línea masculina en 1895. Con su segunda esposa tuvo: 
- Carolina Adelaida (1785–1830), casada con Jorge Lamb.

- Augusto (1788–1877), almirante, casado con Lady Isabel Frances Townshend. Tuvo un hijo.

El duque también tenía otra hija bastarda - Carlota, a la que se le dio el apellido de "Williams" - con su primera amante Carlota Spencer, hija de un clérigo indigente, y nacida al poco de contraer matrimonio con Georgiana Cavendish.

### Muerte
Guillermo murió el 29 de julio de 1811, a los 62 años.

## En la cultura popular
- La película del 2008 La duquesa, basada en el libro Georgiana, Duchess of Devonshire, de Amanda Foreman, y dirigida por Saul Dibb, narra su relación con Georgiana Spencer.